# Peperomia pubescens
Peperomia pubescens är en pepparväxtart som beskrevs av Ruiz & Pav.. Peperomia pubescens ingår i släktet peperomior, och familjen pepparväxter. Inga underarter finns listade i Catalogue of Life.